# Masoveria de Campa
La Masoveria de Campa és una obra d'Oristà (Lluçanès) inclosa a l'Inventari del Patrimoni Arquitectònic de Catalunya.

## Descripció
Situada al darrere del mas Campa, casa de la qual havia estat masoveria, la construcció és de planta rectangular, gairebé quadrada, amb murs de pedres irregulars i força morter. Algunes de les reconstruccions dels murs han estat fetes amb parament de fang.
El teulat és a una sola vessant orientat a Nord-est.
Actualment s'utilitza com a cort de porcs.